# Patti Valkenburg
Patti M. Valkenburg (Delft, 19 augustus 1958) is Universiteitshoogleraar Media, Jeugd en Samenleving aan de Universiteit van Amsterdam. Zij is de oprichtster van CcaM, het Onderzoekscentrum Jeugd en Media. In 2011 ontving zij voor haar werk de Spinozapremie. 

## Biografie
Valkenburg begon op haar dertigste met een studie Pedagogiek aan de Universiteit Leiden waar zij twee jaar later (in 1990) cum laude afstudeerde en vier jaar later cum laude promoveerde op een proefschrift over de invloed van televisie op de fantasie van kinderen. Daarna vervolgde zij haar loopbaan aan de Universiteit van Amsterdam, waar zij in 1997 werd benoemd tot hoogleraar Jeugd en Media. Valkenburgs onderzoek is vanaf haar promotie zonder onderbreking gesteund geweest door Nederlandse en Europese financiers van wetenschappelijk onderzoek zoals de Nederlandse Organisatie voor Wetenschappelijk Onderzoek en de European Research Council.

## CcaM
In 2003 ontving zij een Vici-subsidie van NWO, waarmee zij CcaM, het Center for Research on Children, Adolescents, and the Media heeft opgericht. CcaM is momenteel wereldwijd het grootste wetenschappelijke onderzoekscentrum in zijn soort. In 2010 werd haar werk erkend door de European Research Council onder de vorm van een Advanced Grant van 2,5 miljoen euro. In 2011 ontving zij de Dr. Hendrik Muller Prijs van de Koninklijke Nederlandse Akademie van Wetenschappen, werd zij gekozen tot lid van de KNAW en ontving zij de Spinozapremie van NWO. De Spinozapremie, die ook de Nederlandse Nobelprijs wordt genoemd, bestaat uit een bronzen beeldje van Spinoza en een geldbedrag van 2,5 miljoen euro dat vrij aan onderzoek besteed mag worden.

## Werk
Valkenburgs specialisme is jeugd en media. Zij onderzoekt mogelijke effecten van media en technologieën op kinderen en jongeren, bijvoorbeeld van reclame, seks en geweld in de media en sociale media. Haar onderzoek is interdisciplinair. Zij maakt gebruik van verscheidene onderzoeksmethoden, zoals surveys, inhoudsanalyses, experimenten en observationele studies. Valkenburg heeft diverse modellen ontwikkeld om te begrijpen hoe en waarom media soms kleine en soms grote effecten op kinderen hebben, voor wie de effecten met name opgaan, en hoe ze tegengegaan kunnen worden. Zij heeft haar wetenschappelijke inzichten dienstbaar gemaakt aan de maatschappij. Zo stond zij aan de wieg van Kijkwijzer. Zij publiceerde onder meer Vierkante ogen (1997) en Beeldschermkinderen (2008).

## Privé
Valkenburg is getrouwd met de Leidse hoogleraar Paul van der Heijden.